# Incognito (álbum)
Incognito es el primer álbum de larga duración del grupo estadounidense No Use for a Name. Fue publicado por New Red Archives en el año 1990 y reeditado por Fat Wreck Chords el 23 de octubre de 2001. Fue producido por Brett Gurewitz, integrante de Bad Religion.
Su versión de "Truth Hits Everybody" (canción de The Police) no aparece en la nueva publicación.

## Listado de canciones
1. "DMV" – 3:08
2. "Sign The Bill" – 2:08
3. "It Won't Happen Again" – 4:10
4. "Hail To The King" – 1:51
5. "Weirdo" – 2:37
6. "Truth Hits Everybody" – 2:44
7. "Felix" – 2:23
8. "Noitall" – 2:20
9. "I Detest" – 2:13
10. "Puppet Show" – 3:20
11. "Record Thieves" – 2:49
12. "Power Bitch" – 4:04

## Formación
- Tony Sly - voz y guitarra
- Steve Papoutsis - bajo
- Rory Koff - batería